# Rey Comeau
Reynald Xavier „Rey“ Comeau (* 25. Oktober 1948 in Montreal, Québec) ist ein ehemaliger kanadischer Eishockeyspieler, der im Verlauf seiner aktiven Karriere zwischen 1966 und 1981 unter anderem 573 Spiele für die Canadiens de Montréal, Atlanta Flames und Colorado Rockies in der National Hockey League (NHL) auf der Position des Centers bestritten hat. Seinen größten Karriereerfolg feierte Comeau jedoch in Diensten der Nova Scotia Voyageurs mit dem Gewinn des Calder Cups der American Hockey League (AHL) im Jahr 1972.

## Karriere
Comeau verbrachte seine Juniorenzeit zwischen 1966 und 1968 bei den Maple Leafs de Verdun in den Vorgängerligen der Ligue de hockey junior majeur du Québec (LHJMQ), mit denen er zweimal am prestigeträchtigen Memorial Cup teilnahm. Zuvor hatte er ein Jahr für den Ligarivalen West Island Flyers gespielt, in dessen Diensten er es ins Second All-Star Team der Liga geschafft hatte. Obwohl der Stürmer in seinem Jahr bei den Flyers 72-mal in 40 Einsätzen gepunktet hatte und in der Spielzeit 1967/68 diese Ausbeute mit einem absolvierten Spiel weniger auf 79 Scorerpunkte steigerte, blieb er im NHL Amateur Draft 1968 aufgrund seiner schmächtigen Statur unberücksichtigt.
Dennoch verfolgte der Stürmer weiterhin eine Karriere als Profi und schloss daher vor der Saison 1968/69 einen Vertrag mit den Cleveland Barons aus der American Hockey League (AHL) ab. Dort erreichte der Rookie am Ende seiner ersten Profispielzeit 40 Scorerpunkte; im zweiten Jahr steigerte er sein Punktekonto auf 65. Im Sommer 1970 wurden seine Transferrechte im Rahmen einer Kooperationsvereinbarung zwischen den Cleveland Barons und den Minnesota North Stars aus der National Hockey League (NHL) an die North Stars übertragen. Er lief jedoch bis zum Januar 1971 weiterhin für die Barons auf, ehe im Tausch für Gord Labossiere zu den Canadiens de Montréal transferiert wurde. Die Franko-Kanadier setzten Comeau in der Folge weiterhin in der AHL ein. Bis zum Ende der Saison 1970/71 kam er für deren Farmteam Voyageurs de Montréal zu Einsätzen. Über den Intra-League-Draft gelangte der Offensivspieler im Juni 1971 zu den Vancouver Canucks, allerdings kauften ihn die Habs noch vor dem Saisonbeginn wieder zurück. Mit Beginn des Spieljahres 1971/72 stand er daraufhin im Aufgebot des neuen Kooperationspartners Nova Scotia Voyageurs, mit denen er am Saisonende den Calder Cup gewann. Mit 20 Scorerpunkten in 15 Playoff-Spielen – und damit neben Germain Gagnon bester Scorer seines Teams – hatte Comeau einen maßgeblichen Anteil am Gewinn der Meisterschaftstrophäe. Zudem kam er im Saisonverlauf zu seinem NHL-Debüt für die Canadiens, die ihn viermal aufstellten.
Ohne Aussicht auf einen dauerhaften Platz im NHL-Kader verkauften die Canadiens de Montréal den Angreifer im Juni 1972 an die neu in die NHL aufgenommenen Atlanta Flames. Dort gelang es Comeau auf Anhieb einen Stammplatz zu erhalten und er absolvierte im Saisonverlauf 77 Begegnungen. Mit 42 Punkten, darunter 21 Tore, stellte er zugleich einen Karrierebestwert auf. In den folgenden Jahren entwickelte sich der Kanadier zu einer festen Größe des Kaders und er verpasste in den sechs Jahren seiner Zugehörigkeit zum Franchise insgesamt nur zwölf Spiele. Im Juni 1978 wechselte der 29-Jährige als Free Agent zu den Colorado Rockies, wo seine Offensivproduktion in der Saison 1978/79 mit 18 Punkten aus 70 Spielen aber drastisch zurückging. Vor der Spielzeit 1979/80 wurde er daher an das Farmteam Fort Worth Texans in die Central Hockey League (CHL) abgestellt. Erst im März 1980 kehrte er bis zum Saisonende ins NHL-Aufgebot der Rockies zurück und verzeichnete seine letzten Einsätze in der Liga. Nachdem er das Spieljahr 1980/81 komplett in der CHL bei den Texans verbracht hatte, beendete Comeau im Sommer 1981 seine Karriere als Aktiver.
In der Saison 2012/13 war er kurzzeitig als Scout der Voltigeurs de Drummondville in der LHJMQ tätig.

## Erfolge und Auszeichnungen
- 1966 LHJMM Second All-Star Team
- 1972 Calder-Cup-Gewinn mit den Nova Scotia Voyageurs

## Karrierestatistik
(Legende zur Spielerstatistik: Sp oder GP = absolvierte Spiele; T oder G = erzielte Tore; V oder A = erzielte Assists; Pkt oder Pts = erzielte Scorerpunkte; SM oder PIM = erhaltene Strafminuten; +/− = Plus/Minus-Bilanz; PP = erzielte Überzahltore; SH = erzielte Unterzahltore; GW = erzielte Siegtore; 1 Play-downs/Relegation; Kursiv: Statistik nicht vollständig)